# Merismus nitidus
Merismus nitidus är en stekelart som först beskrevs av Walker 1833.  Merismus nitidus ingår i släktet Merismus och familjen puppglanssteklar. Arten är reproducerande i Sverige. Inga underarter finns listade i Catalogue of Life.